# شهرستان لهاری
شهرستان لهاری (به لاتین: Lhari County) یک منطقهٔ مسکونی در چین است که در ناگچو واقع شده‌است.